# Siebenfacher Mord in Sittensen
Der siebenfache Mord in Sittensen wurde in der Nacht zum 5. Februar 2007 an dem Eigentümerehepaar eines China-Restaurants und seinen fünf Angestellten im Ort Sittensen begangen, nachdem ein bewaffneter Raubüberfall von drei Haupttätern nicht wie geplant verlaufen war. Lediglich ein zweijähriges Mädchen – die Tochter der Eigentümer – wurde von den Tätern verschont und überlebte als Einzige das Massaker. Die Tat und das besonders brutale Vorgehen der Täter sowie der anschließende Prozess hatten bundesweit und auch international Interesse erregt. Die Morde gelten bis heute als eines der schlimmsten Verbrechen in der Kriminalgeschichte Niedersachsens und Norddeutschlands und als einer der größten Prozesse des Landgerichts Stade. Die drei Haupttäter und zwei Mittäter, alle von vietnamesischer Abstammung, wurden zu mehrjährigen und teils lebenslangen Freiheitsstrafen verurteilt.

## Allgemeines
Das Massaker ereignete sich in einem chinesischen Restaurant namens Lin Yue, welches im Jahr 1997 in der rund 6000 Einwohner großen Gemeinde Sittensen eröffnet wurde. Der Ort Sittensen liegt im nördlichen Teil Niedersachsens an der Bundesautobahn 1 zwischen den Städten Bremen und Hamburg im Landkreis Rotenburg (Wümme). Das Restaurant befand sich im Ortskern von Sittensen und hatte seine Räumlichkeiten im ersten Obergeschoss eines mehrstöckigen Gebäudekomplexes in der Hamburger Straße. Zum Tatzeitpunkt waren in dem Gebäude weitere Räume und auch Wohnungen – unabhängig vom Restaurantbetrieb – vermietet und bewohnt. Betrieben wurde das Lin Yue von den asiatischen Eheleuten Anny und Danny Fan, welche in Sittensen und der Umgebung einen guten Ruf genossen.
Nachdem ein bewaffneter Raubüberfall von fünf vietnamesischen Tätern auf das Restaurant in der Nacht vom 4. auf den 5. Februar 2007 außerplanmäßig verlief, ermordete einer der drei Haupttäter die Eigentümer Fan und fünf ihrer Angestellten mit insgesamt 14 Schüssen aus einer schallgedämpften Pistole. Größtenteils wurden die Opfer gefesselt, geknebelt und anschließend von einem der Täter mit aufgesetzten Kopfschüssen aus nächster Nähe hingerichtet. Aufgrund des brutalen Vorgehens der Täter spekulierten Medien und die Öffentlichkeit zunächst über einen Hintergrund mit Verbindungen zur chinesischen Mafia und Schutzgelderpressungen. Weitere Spekulationen hinsichtlich möglicher Beteiligungen der Triaden oder anderen Vereinigungen der organisierten Kriminalität wurden von der Polizei zurückgewiesen und konnten auch nach Abschluss des Gerichtsprozesses nicht bestätigt werden. Die Tat wurde schlussendlich als ein missglückter Raubüberfall eingestuft, bei welchem die Täter im Vorfeld keine Tötungsabsichten und es ausschließlich auf die Erbeutung von Bargeld und sonstiger Wertgegenstände abgesehen hatten.
Sechs der sieben Opfer starben noch im Lokal an ihren schweren Schussverletzungen. Das siebte Opfer wurde nach der Alarmierung der Polizei mit lebensbedrohlichen Schussverletzungen in ein Krankenhaus transportiert, wo es wenig später seinen Verletzungen erlag. Ein zweijähriges Mädchen, das Kind des ermordeten Besitzerpaares, war während der gesamten Tat im Lokal und überlebte das Massaker als Einzige.
Die insgesamt fünf Täter (drei Haupttäter und zwei Mittäter) wurden nach umfangreichen und intensiven Ermittlungen der Strafverfolgungsbehörden (u. a. Landeskriminalamt Niedersachsen, Bundeskriminalamt und regionale Kriminalpolizei) ermittelt, verhaftet, angeklagt und anschließend zu mehrjährigen, teils lebenslangen Freiheitsstrafen verurteilt. Mit Stand 2017 wurden drei Täter aus der Haft entlassen. Zwei der drei Haupttäter sind nach wie vor inhaftiert.

## Tathergang
Am späten Abend des 4. Februar 2007, gegen 23:00 Uhr, betraten die drei Haupttäter vietnamesischer Abstammung das chinesische Restaurant Lin Yue in Sittensen, um einen bewaffneten Raubüberfall durchzuführen. Einer der drei Haupttäter, der spätere Todesschütze Phong Dao Cao, führte eine Pistole mit Schalldämpferaufsatz bei sich. Zwei der drei Haupttäter standen bei dem Raubüberfall unter dem Einfluss von Kokain. Ein vierter Täter wartete draußen und bewachte das Lokal während der Tatausführung und führte zusätzlich das Fluchtfahrzeug. Den Hinweis auf das Restaurant erhielten die vier Männer im Vorfeld von einem Tippgeber, der zwar nicht während der Tat vor Ort war, jedoch als ehemaliger Angestellter detaillierte Hinweise auf den Betriebsablauf und etwaige Beute gegeben hatte.
Als die drei Haupttäter das Restaurant betraten, war die Lokalität für Gäste bereits geschlossen und die letzten Kunden hatten das Restaurant vorzeitig verlassen. Im Restaurant befanden sich das Eigentümerehepaar, eine 32 Jahre alte Frau und ihr 36 Jahre alter Ehemann, zwei Kellnerinnen, zwei Köche und ein Küchenhelfer sowie die zweijährige Tochter des Besitzerehepaares, welche alle asiatischer Abstammung waren.
Zunächst wurde die Lokalwirtin unter Vorhalt der Schusswaffe von den Tätern in das obere Stockwerk des Gebäudes geführt, um Bargeld zu holen. Als sich der 36 Jahre alte Wirt dann körperlich gegen den Überfall wehrte, erschoss Dao Cao den Inhaber mit zwei Projektilen. Als ein Koch unmittelbar danach aus einer Tür in den Raum trat und zu fliehen versuchte, wurde auch er von Dao Cao mit insgesamt sechs Schüssen ermordet. Die zwei Leichen wurden später im Eingangsbereich des Gebäudes gefunden und wiesen keine Spuren von Fesselungen vor.
Da die übrigen vier Angestellten und die Gastwirtin die zwei Tötungen mit ansahen, wurden sie von den drei Haupttätern zunächst mit Kabelbindern an Stühle gefesselt und teilweise körperlich misshandelt. Schlussendlich exekutierte Dao Cao die fünf übrigen Opfer mit jeweils einem gezielten und aufgesetzten Schuss in den Kopf. Später gab er an, dass er sie als Zeugen der zuvor begangenen Morde beseitigen wollte, um die Tat zu verschleiern. Die zweijährige Tochter des Besitzerehepaares befand sich zu dem Zeitpunkt ebenfalls im Raum und wurde verschont, da sie nach Angaben der Täter zu klein gewesen sei, um als Zeugin hätte aussagen zu können.
Nach den Morden stahlen die drei Täter insgesamt 5105 € Bargeld, zwei Notebooks und 13 Handys. Anschließend entfernten sie sich aus dem Gebäude und fuhren mit dem vierten Komplizen zunächst unerkannt von der Tatörtlichkeit fort.
Erst als der 47-jährige Ehemann eines getöteten Opfers gegen 00:30 Uhr das Restaurant aufsuchte, um seine Frau von der Arbeit abzuholen, entdeckte er die sechs Leichen und einen lebensbedrohlich verletzten Mann mit einer Schusswunde. Daraufhin alarmierte er um 00:29 Uhr die Polizei über die Notrufzentrale. Das siebte Opfer wurde nach dem Eintreffen der Einsatzkräfte mit einer schweren Schussverletzung in ein Krankenhaus eingeliefert und erlag noch am Abend des 5. Februar seiner Schussverletzung, was die Anzahl der Ermordeten auf sieben anhob.

## Ermittlungen und Festnahmen der Täter
Nachdem der Ehemann gegen 00:29 Uhr den Notruf absetzte, drangen die ersten Polizeibeamten gegen 0:34 Uhr in das Lokal ein. Hierbei entdeckten und bestätigen sie die Leichen. Zur Aufklärung des Falles wurde eine Sonderkommission eingerichtet, die aus rund 80 Ermittlern bestand und zeitweise auf ca. 160 Ermittler aufgestockt wurde. Beteiligt an den Ermittlungen waren der Zentrale Kriminaldienst der Polizeiinspektion Rotenburg, das Bundeskriminalamt, das Landeskriminalamt Niedersachsen und Ermittler der Polizeidirektion Lüneburg. Nachdem die intensive Tatortarbeit unmittelbar nach der Tatbegehung aufgenommen wurde, erhielten die Strafverfolgungsbehörden rund 60 Hinweise von Gästen, die noch unmittelbar vor der Tat das Lokal besucht hatten. Zu diesem Zeitpunkt ermittelten die Behörden in alle Richtungen.
14 Stunden nach der Tat führten Polizeibeamte der Autobahnpolizei Wildeshausen aus dem Landkreis Oldenburg eine verdachtsunabhängige Verkehrskontrolle durch, bei der sie zufällig Beweise auffanden, die sie in den Zusammenhang mit dem Verbrechen in Sittensen bringen konnten. Nachdem die Fahrzeuginsassen, zwei 29 Jahre und 31 Jahre alte vietnamesische Brüder, die später als Haupttäter verurteilt wurden, den Beamten keine Ausweisdokumente vorlegen konnten, fanden die Polizisten im Handschuhfach des blauen VW Polo mit Dürener Fahrzeugkennzeichen Schmuck, Bargeld und Kokain. Anschließend stellten sie fest, dass einer der kontrollierten Fahrzeuginsassen einen Zettel zerknüllt und in den Fußraum des Pkw geworfen hatte. Auf dem Zettel fanden die Ermittler eine Skizze der Tatörtlichkeit und die Worte „Hamburger Str. 9 Zittensen“. Unter der Skizze war zusätzlich eine Handynummer geschrieben, die die Behörden einem Koch zuordnen konnten, der bis vor einem halben Jahr im überfallenen Restaurant gearbeitet hatte. Dieser stellte sich im Laufe der Ermittlungen als der fünfte Mittäter und Hinweisgeber heraus.
Die zwei kontrollierten Hauptverdächtigen wurden unverzüglich festgenommen und einem Haftrichter vorgeführt. Dieser ordnete Untersuchungshaft an. In den ersten Vernehmungen schwiegen die Täter und beschuldigten sich einige Zeit später gegenseitig, für die Tat verantwortlich gewesen zu sein. Zeugen gaben nach der Verhaftung an, dass sie vor der Tat einen blauen VW Polo mit Dürener Zulassungskennzeichen im unmittelbaren Tatortbereich beobachtet hatten. Die zwei inhaftierten Männer äußerten sich zunächst weiterhin nicht und legten Haftbeschwerden ein, die jedoch verworfen wurden.
Am 10. Februar, fünf Tage nach der Tat, war die Spurensicherung in dem Lokal abgeschlossen. Am 21. Mai 2007 wurde ein weiterer Verdächtiger festgenommen. Am 7. Juni 2007 wurde ein vierter Verdächtiger festgenommen. Am 16. Juni 2007 gaben die Ermittler bekannt, dass die Tatwaffe, eine Pistole mit Schalldämpfer, in einer Grünanlage in Bremen-Huchting entsorgt und durch die Polizei sichergestellt worden war. Die Ermittler hatten in der Wohnung eines der Täter außerdem Kabelbinder beschlagnahmt, die dieselben Produktionsmerkmale der bei der Tatausführung verwendeten Kabelbinder aufwiesen. Am 27. Juni 2007 wurde der fünfte und letzte Verdächtige festgenommen, sodass alle Haupt- und Mittäter identifiziert und angeklagt werden konnten.
Auf mehr als 40.000 Seiten hatten die Polizei und die Staatsanwaltschaft ihre Vorwürfe gegen die fünf Männer in der Ermittlungsakte dokumentiert. Zum großen Teil handelte es sich um winzige Spuren, die Tatortspezialisten des Bundeskriminalamtes bei der tagelangen Untersuchung des Restaurants entdeckt hatten. Weitere Hinweise fanden die Ermittler auf der Kleidung, an den Händen und in den Wohnungen der Angeklagten. Die Ermittler waren dem Großteil der mehr als 1000 Spuren nachgegangen und werteten mehr als 4000 Beweise aus.

## Prozess
Dieser begann am 27. August 2007 vor dem Landgericht Stade und endete nach 107 Verhandlungstagen am 13. Mai 2009. Der Vorsitzende Richter Hans-Georg Kaemena erklärte, man habe eine der schlimmsten Straftaten verhandelt, die es nach dem Zweiten Weltkrieg in Deutschland gegeben habe. Im Dezember 2007 wurde der Prozess zwischenzeitlich unterbrochen, weil eine Richterin erkrankte. Der Prozess wurde im Januar 2008 fortgesetzt und zog sich wegen fortlaufender Anträge der Verteidigung in die Länge.
Angeklagt wurden die fünf im Vorfeld ermittelten und inhaftierten Vietnamesen, darunter zwei Brüderpaare. Die Ermittlungen ergaben, dass es sich bei den Tätern teils um vorher Unbescholtene, teils aber auch um Personen handelte, die zuvor bereits mit dem Gesetz in Konflikt geraten waren. Zusätzlich stellte man fest, dass es sich bei den fünf Männern nicht um eine Bande mit gemeinsamer krimineller Vergangenheit handelte, da sie in dieser Konstellation im Vorfeld nicht strafrechtlich in Erscheinung getreten waren.
Die drei Haupttäter sollten nach dem Willen der Staatsanwaltschaft Stade wegen Mordes eine lebenslange Freiheitsstrafe erhalten. Ihre Verteidiger legten sich in ihren Plädoyers auf kein Strafmaß fest. Für die beiden anderen Angeklagten forderte der Staatsanwalt wegen gemeinschaftlichen Raubes beziehungsweise Anstiftung zum schweren Raub je sechs Jahre Haft.

### Urteil
Beim Strafmaß folgte die Kammer weitgehend den Anträgen der Staatsanwaltschaft und verurteilte die fünf Täter zu mehrjährigen, teils lebenslänglichen Freiheitsstrafen. Der zur Urteilsverkündung 31 Jahre alte Phong Dao Cao, dem das Gericht die Schüsse zugeschrieben hatte, wurde wegen siebenfachen Mordes in Tateinheit mit Raub mit Todesfolge zu einer lebenslangen Freiheitsstrafe verurteilt. Eine Entlassung nach 15 Jahren schloss das Gericht aus und stellte die besondere Schwere der Schuld fest. Sein 35 Jahre alter Bruder Trong Duong Dao, der für das Gericht als Wortführer galt, wurde ebenfalls zu lebenslanger Haft wegen Mordes in Tateinheit mit Raub mit Todesfolge verurteilt. Für den dritten Haupttäter, den 33-jährigen Van Hiep Vu, verhängte das Landgericht eine Haftstrafe von 14 Jahren wegen Raubes mit Todesfolge. Der 42-jährige Fahrer des Fluchtwagens, Van Phuong Vu, erhielt wegen Beihilfe zu schwerem Raub eine Freiheitsstrafe von vier Jahren und neun Monaten. Der fünfte Angeklagte, Tippgeber Quoc Thanh Nguyen, wurde vom Landgericht Stade wegen Anstiftung zu schwerem Raub zu einer Freiheitsstrafe von fünf Jahren verurteilt.

### Haftverbüßung
Fluchtwagenfahrer Van Phuong Vu wurde im Oktober 2010 wegen guter Führung aus der Haft entlassen. Hinweisgeber Quoc Thanh Nguyen wurde im Mai 2011 aus der Haft entlassen. Der dritte Täter, Van Hiep Vu, wurde im Juli 2016 vom Landgericht Bremen aus der Haft entlassen, nachdem die Reststrafe zur Bewährung ausgesetzt worden war. Mit Stand 2017 verbüßen lediglich noch die zwei Haupttäter ihre lebenslangen Haftstrafen.

## Kontroverses und Sonstiges
Der Beginn des Prozesses musste wegen einer Behördenpanne um fünf Tage verschoben werden, da den Verteidigern der Angeklagten die umfassende Ermittlungsakte nicht vollständig vorgelegen hatte.
Einige Zeit nach den Morden wurden in den Räumlichkeiten des ehemaligen Restaurants eine Videothek und ein Friseursalon eröffnet.
Anders als im Urteil 2009 angekündigt, wurde keiner der Männer nach Verbüßung der Tat in sein Heimatland abgeschoben.
Nachdem der Fernsehkoch Steffen Henssler eine Koch-Show namens „Henssler hinter Gittern“ zur Resozialisierung von Häftlingen gefilmt hatte, äußerte das Landeskriminalamt Niedersachsen Kritik, da einer der Teilnehmer bzw. Kochschüler an den Morden in Sittensen beteiligt und zu 14 Jahren Haft verurteilt worden war. Die Haftstrafe verbüßte er zu diesem Zeitpunkt in einer Haftanstalt in Bremen.
Ein unbeteiligter Mieter einer Wohnung unmittelbar neben dem China-Restaurant und im selben Gebäude war während der Tatausführung zu Hause und wach. Der Mann nahm den Massenmord nach eigenen Angaben jedoch nicht wahr, da er Ego-Shooter mit Kopfhörern spielte und in seinem Fernseher zusätzlich der Super Bowl XLI lief. Die Täter hatten in demselben Stockwerk zwei der drei Türen zu den Räumen und Wohnungen eingetreten, aber nicht die Wohnungstür des unbeteiligten Mannes, was ihm vermutlich das Leben rettete. Unmittelbar nach der Tat wurde der Mann von Polizeibeamten in seiner Wohnung aufgesucht, da man nicht ausschließen konnte, dass sich noch Täter im Gebäude befanden. Im Zuge seiner Befragung äußerte er, dass er von dem Massaker nichts mitbekommen habe und sich am Abend zuvor noch Essen von dem betroffenen Restaurant besorgt hatte.
Die Tochter des ermordeten Ehepaares befindet sich seit dem Verbrechen an einem geheimen Ort.